# Paul Kolbach
Paul Kolbach (* 13. November 1894 in Kapellen, Luxemburg; † 18. März 1974) war ein luxemburgischer Brauwissenschaftler.

## Leben
Er wirkte von 1920 bis 1963 als Wissenschaftler für die Versuchs- und Lehranstalt für Brauerei (VLB) in Berlin und beschäftigte sich als Leiter des Lehrgebiets Brauereitechnologie mit Forschung, Lehre und Beratung rund ums Bier. Am 1. April 1932 übernahm er die Schriftleitung der Wochenschrift für Brauerei, des wissenschaftlichen Organs der VLB als Nachfolger von Wilhelm Windisch (1860–1944). In der „Fakultät für Landbau“ der Technischen Universität Berlin wurde er 1960 mit dem Titel eines Professor h. c. ao. ausgezeichnet.

„Mit seinem Namen ist der Übergang von der Empirie zur Brauwissenschaft verbunden. Manche althergebrachte Verfahren der Praxis vermochte er wissenschaftlich zu untermauern, mit romantischen Ansichten über die Bierbereitung aber aufzuräumen.“

## Ehrungen
- Die Kolbachzahl als Verhältnis von löslichem Stickstoff im Bezug zur Gesamtstickstoffmenge in Braumalz und Grad Windisch-Kolbach zur Messung der Diastatischen Kraft sind nach ihm benannt.
- 1965 erhielt er das Verdienstkreuz Erster Klasse des Verdienstordens der Bundesrepublik Deutschland.[4]
- Bei der Hundertjahrfeier der Fakultät für Brauwesen in Weihenstephan erhielt er die Würde eines Ehrendoktors[5]

## Veröffentlichungen
- Autor Jean De Clerck: Lehrbuch der Brauerei. Übersetzt von Paul Kolbach. Band I: Rohstoffe, Herstellung, Einrichtungen. Bd.II: Analysenmethoden und Betriebskontrolle. 2 Bände, 576 S. mit 176 Abb., Verlag: Versuchs- und Lehranstalt für Brauerei, Berlin, 1950 + 1952.